# Грязна (річка)
Грязна — річка в Україні, у Сумському районі Сумської області. Ліва притока Сироватки (басейн Дніпра).

## Опис
Довжина річки приблизно 8 км.

## Розташування
Бере початок на південному сході від урочища «Образ». Тече переважно на північний схід через Чернеччину і на північно-східній околиці Краснопілля впадає у річку Сироватку, ліву притоку Псла.
Річку перетинає автошлях Р 45.